# Sikorsky CH-37 Mojave
Sikorsky CH-37 Mojave (H-37, S-56) – amerykański ciężki śmigłowiec transportowy zaprezentowany w 1953 roku przez firmę Sikorsky Aircraft. maszyny były używane przez Korpus Piechoty Morskiej i Wojska Lądowe Stanów Zjednoczonych.
CH-37 Mojave był jednym z ostatnich śmigłowców napędzanych silnikami gwiazdowymi, które były mniej efektywne niż silniki turbowałowe stosowane w późniejszych konstrukcjach. Przestarzały napęd spowodował, że do końca lat 60. XX wieku wszystkie śmigłowce CH-37 zostały zastąpione w wojskach amerykańskich przez nowsze maszyny Sikorsky CH-54 Tarhe.